# Bryaxis puncticollis
Bryaxis puncticollis är en skalbaggsart som först beskrevs av Henry Denny 1825.  Bryaxis puncticollis ingår i släktet Bryaxis, och familjen kortvingar. Arten är reproducerande i Sverige.